# Walter Borg

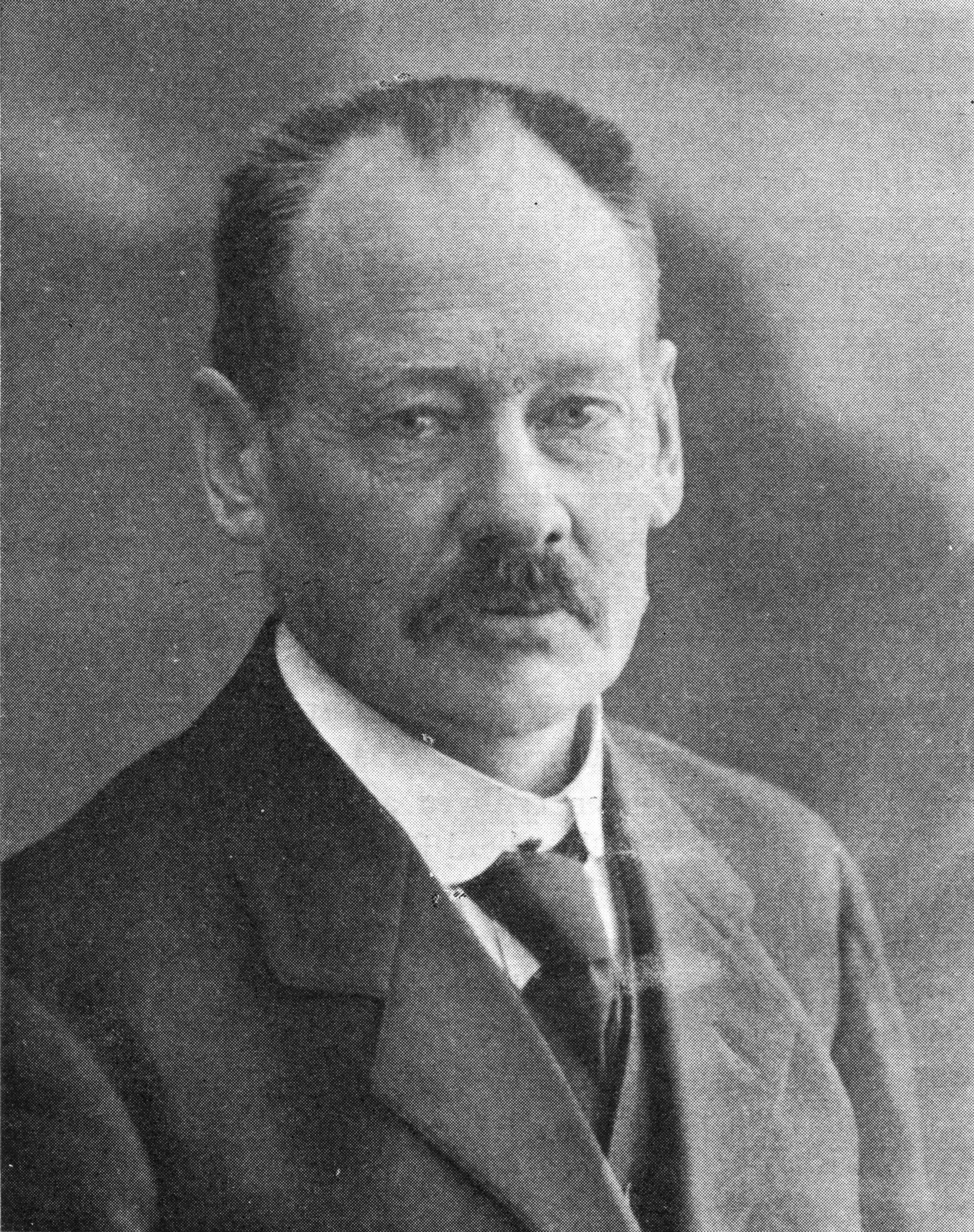
Walter Borg omkring 1910.

Walter Johan Borg, född 21 juni 1870 i Jakobstad i Finland, död 6 juni 1918 i Petrograd, var en finländsk grosshandlare, idealist och socialist.

## Biografi
Samma år Walter Borg föddes rymde (enligt kommunionboken) fadern till Amerika; på den tiden var det ej ovanligt bland unga män som fått inkallelseorder till ryska armén. År 1881 flyttade Walter med modern från Jakobstad till hennes hemstad Vasa. År 1890 fick han slutbetyg från Brahestads Borgare- och Handelsskola, en fyraårig merkantil läroanstalt med gott anseende. År 1894 flyttade Borg från Vasa till Hangö där han fick anställning som kontorist. Där gifte han sig den 20 mars 1894 med Ida Ojala. Paret fick sex söner och två döttrar. År 1896 flyttade han med familj till Vasa. Från Vasa flyttade familjen till Tammerfors och år 1900 därifrån till Åbo. I Åbo fick han tjänst vid Bore-bolaget som chef för dess hamnkontor. Efter några år tog han avsked och grundade 1898 en egen partiagentur i livsmedelsbranschen.
Det är inte känt när Borgs politiska engagemang inleddes, utan det var som aktivist han först gjorde sig känd. Genom sin anställning vid Bore-bolaget kunde han hjälpa många ryska revolutionärer som via Finland flydde från Ryssland, bland dem Lenin.
Åbo Svenska Arbetarförening grundades 1903 och där blev han medlem. Någon föreningsmänniska blev han dock aldrig och än mindre någon politisk förgrundsgestalt. På grund av en tilltagande lungsjukdom begränsades dock hans engagemang. 
Tidningen Arbetet, som grundades 1909, engagerade Borg starkt. Han blev tidningens drivande kraft och snart skötte han hela tidningen. Posten som ansvarig åtog han sig aldrig och det respekterades, sannolikt för hans dåliga hälsas skull och av hänsyn till hans eget företag. Svågern Janne Ojala som åtog sig denna post hann inte ens fungera ett år, förrän han åtalades för majestätsbrott och avtjänade ett halvårs fängelsestraff, på samma sätt gick det för efterträdaren Ivar Hörhammer.
På Borgs lott föll redigeringen av tidningen och samtidigt blev han dess flitigaste skribent. Så fortsatte han att redigera tidningen år efter år tills han inte orkade längre, och han fortsatte skriva ännu längre. Bilden av Walter Borg liggande till sängs i 40 grader feber och dikterande sina artiklar för sin hustru har gått till eftervärlden.
Med storstrejken i november 1917 kulminerade de händelser som i Finland hade utlösts av marsrevolutionen i Ryssland samma år. Walter Borg hade redan 1916 av hälsoskäl avgått som tidningens redaktionssekreterare. Men han skrev fortfarande och när han gjorde det, särskilt 1917, märks det tydligt att han var revolutionärt tänd. Han hade valt sida. De två svågrarna Walter Borg och Janne Ojala hade alltid stått lite längre ute på vänsterkanten än flertalet av tidningens övriga medarbetare, och att de valde stormen när den kom, överraskar egentligen inte.
När kriget bröt ut låg Walter Borg, såsom ofta tidigare, på Nummela sanatorium, men där stannade han inte länge denna gång. Den röda befälhavaren i Åbo erbjöd honom tjänsten som chef för Finlands Banks Åbokontor och han accepterade. 
I början av april 1918 landsteg tyskarna i Hangö och Lovisa och påbörjade sin framryckning mot Helsingfors. Då Tammerfors också kort därefter föll var kriget förlorat för de röda och reträtten österut började. Från Åbo avsändes flyktingarna med tåg. Natten mot den 8 april avgick det första flyktingtåget och med det följde Walter Borg.
Småningom hamnade Walter Borg, likt många andra flyktingar, i Petrograd (nuvarande st Petersburg). Det var här han skrev sin dagbok. Från och med den 22 april ändrar dagboken karaktär och skrivs nu i form av dagliga brev till hustrun Ida. Dagboken slutar abrupt. Orsaken står att läsa i det första av två brev som Karin Strindberg (också flykting i Petrograd) skrev till Ida Borg. 
| ”                                                                         | ”Det är mig en outsäglig tung plikt att nu meddela Eder att vår avhållne vän och kamrat Walter Borg den 6 juni afled i lunginflammation. Den 26 maj fick han plötsligt en häftig blodstörtning, som mycket tog på hans krafter, febern steg högt och höll i sig, och den 30 flyttades han till ett mycket godt privat sjukhus där vården var den bästa…” | „ |
| – Anna Bondestam: Walter Borg (1870-1918), grosshandlare och revolutionär | |   |

Hans dagbok och övriga tillhörigheter sände Karin Strindberg till Ida Borg redan samma sommar.